# Terrell Taylor
Terrell Taylor (Chesapeake, Virginia, 8 de enero de 1981) es un exjugador de baloncesto estadounidense. Con 2,03 metros de altura, actuaba habitualmente en la posición de pívot. Realizó una larga carrera que lo llevó por tres continentes, pero se destacó especialmente en el baloncesto sudamericano.

## Trayectoria
Taylor jugó a nivel universitario con los Allegany Trojans en la NJCAA entre 1999 y 2001, y con los Virginia Tech Hokies entre 1999 y 2001. Siendo egresado de una universidad de la División I de la NCAA, buscó jugar profesionalmente.
Se presentó al draft de la USBL de abril de 2003, donde fue elegido por los Pennsylvania ValleyDawgs en la cuarta ronda, sin embargo no jugó en esa liga.
Su carrera profesional comenzó en Turquía, jugando en el último semestre de 2003 para el Turk Telekom.
En 2004 realizó la pretemporada con el Huy Basket de Bélgica y el Roanoke Dazzle de la NBDL de Estados Unidos, pero terminó jugando la temporada 2004-05 con el Grindavík de Islandia.
Un breve paso por el equipo portugués FC Barreirense entre octubre y noviembre de 2005 sería su última experiencia en Europa.
En 2006 llegaría a Sudamérica contratado por Biguá, un club de la Liga Uruguaya de Básquetbol. Durante los siguientes once años, Taylor permanecería en el subcontinente, actuando fundamentalmente con equipos de Argentina (Atenas, Independiente de Neuquén, Lanús, Regatas Corrientes y La Unión de Colón), Chile (Universidad de Concepción, Las Ánimas y Osorno Básquetbol) y Uruguay (Hebraica y Macabi, Montevideo BBC y Olimpia). También incursionó en el baloncesto de Venezuela jugando para los Gigantes de Guayana en 2008, en el de China al actuar con el Guangzhou Liu Sui en 2010 y en el del Líbano tras haber jugado brevemente para el Bejjeh en 2013.
Su campaña más exitosa como baloncestista fue la temporada 2012 con la Universidad de Concepción, que terminó con la conquista del título de la DIMAYOR por parte de su equipo y él culminó como el máximo goleador de la liga.

## Palmarés
- Dimayor (1): 2012